# Valeria Gorlats
Valeria Gorlats (* 31. März 1998 in Tallinn) ist eine estnische Tennisspielerin.

## Karriere
Gorlats spielt bislang vorrangig auf der ITF Women’s World Tennis Tour, wo sie aber bislang noch keinen Titel gewinnen konnte.
Für die estnische Fed-Cup-Mannschaft hat sie seit dem Jahr 2015 bislang 15 Partien bestritten, von denen sie drei gewinnen konnte.